# Butylowany hydroksyanizol
Butylowany hydroksyanizol, BHA, E320 – organiczny związek chemiczny, pochodna anizolu będąca mieszaniną dwóch izomerów: 2-tert-butylo-4-hydroksyanizolu i 3-tert-butylo-4-hydroksyanizolu.

## Właściwości
Czysty związek w temperaturze pokojowej występuje w postaci białych kryształów. W handlu dostępny jest w formie żółtego proszku lub wosku. Związek ten posiada lekki, słabo wyczuwalny, ale dość charakterystyczny zapach. Nie rozpuszcza się w wodzie.
Sprzężony pierścień aromatyczny BHA jest w stanie stabilizować wolne rodniki poprzez ich sekwestrację (związanie). Działając jako zmiatacz wolnych rodników, zapobiega ich dalszym reakcjom.

## Zastosowanie
Stosowany głównie jako konserwant i przeciwutleniacz w produktach spożywczych oraz w maściach i produktach kosmetycznych (w stężeniu 0,002%). Używany również w opakowaniach żywności, paszach dla zwierząt, gumie i produktach naftowych.
Ze względu na swoje właściwości przeciwutleniające od 1947 r. jest dodawany do tłuszczów jadalnych i żywności zawierającej tłuszcze, ponieważ zapobiega to jełczeniu żywności, (powodującym powstawanie nieprzyjemnych zapachów). Jest też powszechnie stosowany w lekach (np. takich jak cholekalcyferol, izotretynoina, lowastatyna i symwastatyna).
W produktach końcowych często jest łączony z butylowanym hydroksytoluenem (BHT), który jest podobną substancją chemiczną.

## Zagrożenia
W organizmie BHA ulega przekształceniu w pochodne chinonowe. Może wywierać toksyczny wpływ na nerki, a także wywoływać wysypkę, pokrzywkę, rzadko duszność.
W wielu krajach jest niedozwolony w produktach dla dzieci.
Międzynarodowa Agencja Badań nad Rakiem (IARC) ogłosiła, że butylowany hydroksyanizol został przetestowany pod kątem rakotwórczości w dwóch eksperymentach na szczurach oraz w dwóch eksperymentach na chomikach. W badaniach tych stwierdzono, że po podaniu drogą pokarmową wywołał on łagodne i złośliwe nowotwory przedżołądka.
W przeprowadzonym przez Komisję Europejską przeglądzie piśmiennictwa stwierdzono brak potencjału wywoływania przez ten związek efektów kancerogennych u ludzi. W szczególności do ludzi nie można odnosić wyników badań na chomikach, ponieważ człowiek nie ma przedżołądka. Natomiast ewentualne zaburzenia endokrynologiczne, jeśli w ogóle występują, mogą pojawić się jedynie w przypadku dawek znacznie przekraczających te używane w produktach spożywczych.
W 6 letnim badaniu grupy 120 tys. osób, prowadzonym od roku 1986 w Holandii, nie stwierdzono związku pomiędzy obecnością butylowanego hydroksyanizolu w pożywieniu a ryzykiem wystąpienie choroby nowotworowej.
Amerykański Narodowy Instytut Zdrowia uznał, że na podstawie badań na zwierzętach laboratoryjnych można przypuszczać, że BHA jest czynnikiem rakotwórczym również dla ludzi. Gdy jest podawany w dużych dawkach razem z pokarmem powoduje brodawczaki i raka płaskonabłonkowego przedżołądka u szczurów i chomików syryjskich. U myszy nie stwierdzono działania rakotwórczego. 
Istnieją dowody na działanie BHA chroniące przed rakotwórczością innych substancji chemicznych.